# USS Laub (DD-613)
USS Laub (DD-613) – niszczyciel typu Benson. Został odznaczony czterema battle star za służbę w czasie II wojny światowej.